# حکمت سلیمان
حکمت سلیمان (عربی: حكمت سليمان؛ ۱۸۸۹ – ۱۶ ژوئن ۱۹۶۴) یک سیاست‌مدار اهل عراق بود که یک دوره به عنوان نخست‌وزیر پادشاهی عراق انتخاب شد.